# Ernst-Adolf Chantelau
Ernst-Adolf Chantelau (auch Ernst Chantelau, * 4. April 1948 in Bremen) ist ein deutscher Internist und Diabetologe.

## Beruflicher Werdegang
Chantelau studierte Medizin an der Freien Universität Berlin von 1969 bis 1975 und absolvierte anschließend die Facharztausbildung zum Arzt für Innere Medizin in Bremen, Bremerhaven, Holzminden und Düsseldorf. Am 1. November 1979 wurde er mit der Arbeit „Verlaufskontrollen des Seruminsulins nach 'Intensivstimulation' mit Glukose, Tolbutamid und Glukagon bei Altersdiabetikern“ an der Westfälischen Wilhelms-Universität Münster zum Dr. med. promoviert (Betreuung: Prof. Hellmut Otto). Von Dezember 1979 bis Oktober 2005 (Altersteilzeit) war er in der Krankenversorgung der Klinik für Stoffwechselkrankheiten und Ernährung der Universität Düsseldorf tätig. Die dortige Medizinische Fakultät akzeptierte am 7. November 1985 seine Habilitationsschrift „Diät-Liberalisierung bei Typ-1 Diabetes mellitus. Ein Ergebnis der intensivierten Insulintherapie“ (Betreuung: Prof. Michael Berger), verlieh ihm am 29. Januar 1987 die Venia legendi für das Fach Innere Medizin und ernannte ihn 1992 zum außerplanmäßigen Professor.
Seine Forschung, die die Diät als Grundlage der Behandlung des Typ-1 Diabetes relativierte zugunsten einer am natürlichen Vorbild ausgerichteten Insulinsubstitution, wurde in den USA ausdrücklich begrüßt, von der Deutschen Diabetes-Gesellschaft heftig kritisiert und von der Deutschen Gesellschaft für Ernährung mit einem Preis ausgezeichnet.
Sein beruflicher Status war der eines Assistenzarztes; als solcher gründete er 1983 Deutschlands erste Ambulanz zur Diagnostik und Therapie des Krankheitsbildes 'diabetischer Fuß' und betrieb von 1985 bis 2005 vollumfänglich die Diabetesambulanz in der MNR-Klinik (Klinik für Medizin, Neurologie, Radiologie) der Universität Düsseldorf (Heinrich-Heine-Universität).  Er betreute 77 Doktorarbeiten und war als Autor bzw. Ko-Autor von 1978 bis 2022 an mehr als 300 medizinischen Publikationen beteiligt.

### Auszeichnungen
Er erhielt 1988 (zusammen mit Friedrich Luft) den Max-Rubner-Preis der Deutschen Gesellschaft für Ernährung und 2018 den Lifetime Achievement Award der Diabetic Foot Study Group (DFSG) der European Association for the Study of Diabetes (EASD).

## Hochschulpolitisches Wirken
Chantelau engagierte sich in der akademischen Selbstverwaltung der Universität Düsseldorf, u. a. als Vertreter der wissenschaftlichen Mitarbeiter im Rat der Medizinischen Fakultät bzw. im Konvent (1985–1989). Auch gehörte er zeitweise dem Personalrat der wissenschaftlichen Mitarbeiter der Medizinischen Einrichtungen an. Er unterstützte aktiv die Benennung der Universität Düsseldorf nach Heinrich Heine. Auf ihn geht das Heine-Denkmal vor der Universitäts- und Landesbibliothek zurück.

## Gesundheitpolitisches Wirken
Er initiierte 1990 für Assistenzärzte ein Schichtarbeitssystem zur Vermeidung von (großenteils unbezahlten) Überstunden, das im Bereich der Klinik für Stoffwechselkrankheiten und Ernährung praktiziert wurde und überregionale Beachtung fand.
Er hatte erheblichen Anteil an der Vorbereitung des Podologen-Gesetzes (beschlossen vom Bundestag am 4. Dezember 2001) und – zusammen mit Sanitätsrat Peter Sauermann (1939–2022), Dr. Ulrich Oesingmann, Dr. Gerhard Fleischner und Dr. Bertil Oser – an der Einführung der verletzungsfreien podologischen Behandlung als Heilmittel (vergl. Maßnahmen der podologischen Therapie, Paragraph B 1. Deutsches Ärzteblatt 15.Juli 2002 Jahrgang 99, Heft 28–29, S. A-1995).

## Publikationen
Von den medizinischen Veröffentlichungen mit seiner Beteiligung sind 160 in der Datenbank PubMed verzeichnet.
- E. Chantelau, G. E. Sonnenberg, I. Stanitzek-Schmidt, F. Best, H. Altenahr, and M. Berger: Diet Liberalization and Metabolic Control in Type I Diabetic Outpatients Treated by Continuous Subcutaneous Insulin Infusion. In: American Diabetes Association (Hrsg.): Diabetes Care. Band 5, Nr. 6, November 1982, S. 612–616, doi:10.2337/diacare.5.6.612 (englisch).
- Ernst Chantelau: Insulin-responsiveness of tumor growth. In: Archives Of Physiology and Biochemistry. Band 115, Nr. 2, 2009, S. 47–48, doi:10.1080/13813450802709029 (englisch).

## Privates
Seit 2008 ist er im Vorruhestand und lebt in Bremen. Von ca. 2016 bis 2022 erforschte er die nationalsozialistische Vergangenheit von Bremen-Farge und hielt darüber Vorträge.